# Szapáry Gyula
Szapári, muraszombati és szécsiszigeti gróf Szapáry Gyula (Pest, 1832. november 1. – Abbázia, Osztrák Tengermellék [ma Horvátország], 1905. január 20.) a Szapáry családból való magyar arisztokrata politikus, országgyűlési képviselő, tárnokmester, Heves és Külső-Szolnok vármegye főispánja, előbb magyar belügyminiszter a Szlávy- és Bittó-kormányokban, majd a Tisza Kálmán-kormány pénzügy- majd földművelésügyi minisztere, majd a Magyar Királyság miniszterelnöke 1890 és 1892 között. Az Aranygyapjas rend lovagja.

## Élete, munkássága
A főnemesi szapári, muraszombati és szécsiszigeti gróf Szapáry család sarja. Apja, gróf Szapáry József (1799–1871), udvari tanácsos, anyja, báró orci Orczy Anna (1810–1879) volt. Apai nagyszülei gróf Szapáry József (1754–1822), Fejér, Moson és Szerém vármegyék főispánja, és gróf Johanna von Gatterburg (1779–1812) voltak. Anyai nagyszülei báró orci Orczy Lőrinc (1784–1847), Arad vármegye főispánja, és gróf németújvári Batthyány Terézia (1794–1861) voltak. 
Már egyetemi évei alatt Heves és Külső-Szolnok vármegye szolgálatában állt, s annak gazdasági egyesületét vezette. Jogi tanulmányainak befejezése után a vármegye törvényhatóságát szolgálta, 1860-ban annak első alispánja lett. A Felirati Párt híveként kapott képviselői mandátumot 1861-ben és 1865-ben. Összesen kilencszer volt képviselő, 1867-től vármegyéje főispánja is. 1869-től belügyminiszteri tanácsos, 1870-től a Közlekedési Minisztérium államtitkára. Széll Kálmán visszalépése után a Tisza Kálmán vezette kormányban elvállalta a pénzügyi tárcát, s ebben a pozíciójában nagy érdemei voltak a magyar államháztartás konszolidációja terén. Szintén az ő érdeme az első járadékkonverzió is. Később egy ideig vezette a közlekedési tárcát is, 1889-től azonban már földművelésügyi miniszterként szerepel.
Tisza Kálmán lemondása után, 1890. március 15-én Ferenc József Szapáryt bízta meg a kormányalakítással. E kormányban olyan nagy nevek szerepeltek, mint Wekerle Sándor, Szilágyi Dezső, Baross Gábor és Csáky Albin. A Szapáry-kabinet törvénybe iktatta a közigazgatás államosítását. 1892. november 21-én távozott kormányfői posztjáról, s nem is szerepelt aktívan a politikában 1894-ig. Ekkor szakított a Szabadelvű Párttal, és az (első) Wekerle-kormánnyal, majd egyházpolitikai javaslatokat nyújtott be. 1900-ban elnyerte a tárnokmesteri méltóságot, s 1904-ben a Hitelbank elnökéül választotta.

## Címei, hivatalai összegezve
- Szolnok vármegye gazdasági egyesületének elnöke 1867-ig
- Heves és Külső-Szolnok vármegye első alispánja 1860-tól, majd főispánja 1867–69-ben
- a Felirati Párt országgyűlési képviselője 1861-ben és 1865-ben
- belügyminiszteri tanácsos 1869-től
- közlekedési minisztériumi államtitkár 1870–71
- belügyminiszter 1873–75
- pénzügyminiszter 1878–87 (közmunka- és közlekedésügyi miniszter is 1880. április-június)
- földművelés-, ipar- és kereskedelemügyi, majd földművelésügyi miniszter 1889–90
- miniszterelnök 1890–92 (egyidejűleg belügyminiszter is)
- tárnokmester 1900-tól
- a Hitelbank elnöke 1904-től

## Kötetei
- Szabadelvü kormányzat és az elkeresztelés ügye. Szapáry Gyula, Csáky Albin, Szilágyi Dezső beszédei; Nemzet szerkesztősége, Bp., 1890

## Családja
1864. május 30-án, Budapesten feleségül vette gróf tolnai Festetics Karolinát (1838–1919), gróf tolnai Festetics Ágoston (1805–1882), és gróf zsadányi és törökszentmiklósi Almásy Adél (1807–1870) lányát, akitől hét gyermeke született:
- György Ágost József (1865–1929) Jász-Nagykun-Szolnok vármegye főispánja, császári és királyi kamarás; neje: cserneki Markovics Mária (1881–1946)
- Lőrinc Ágoston Gyula (1866–1919) diplomata
- József Károly Gyula (1867–1927)
- Ferenc (1869–1870)
- Amália Ilma Anna Karolina (1872–1947); férje: gróf szklabinai és blatnicai Révay Simon (1865–1928)
- Sarolta (1875–1876)
- Emerika Mária Rozália (1878–1960)

Unokái gróf Révay István (1899–1989) és Révay József (1902–1945). Dédunokája, Szapáry György (1938) magyar közgazdász, a Magyar Nemzeti Bank volt alelnöke (1993–1999, 2001–2007), 2011-től washingtoni nagykövet.

## Képgaléria

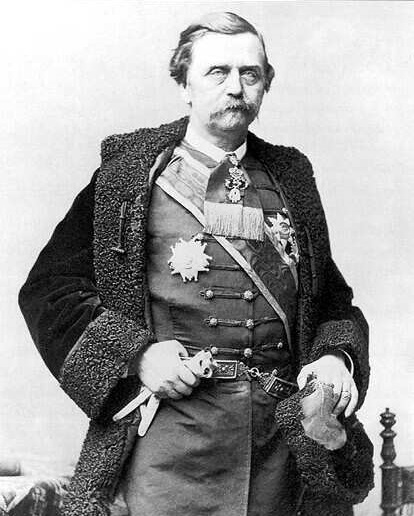
Portréja (Koller Károly fényképe, 1890)
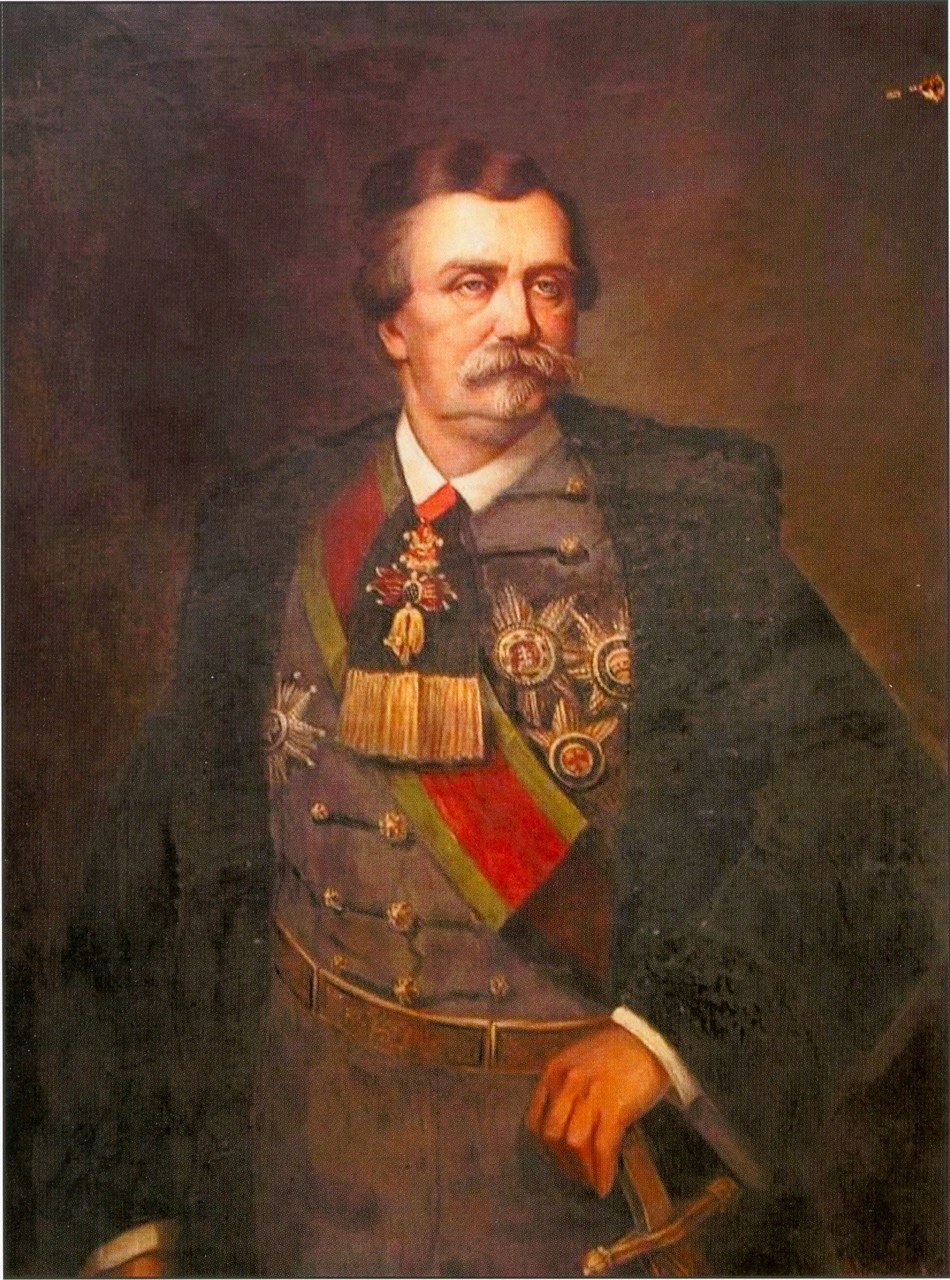
Ábrányi Lajos: Szapáry Gyula portréja
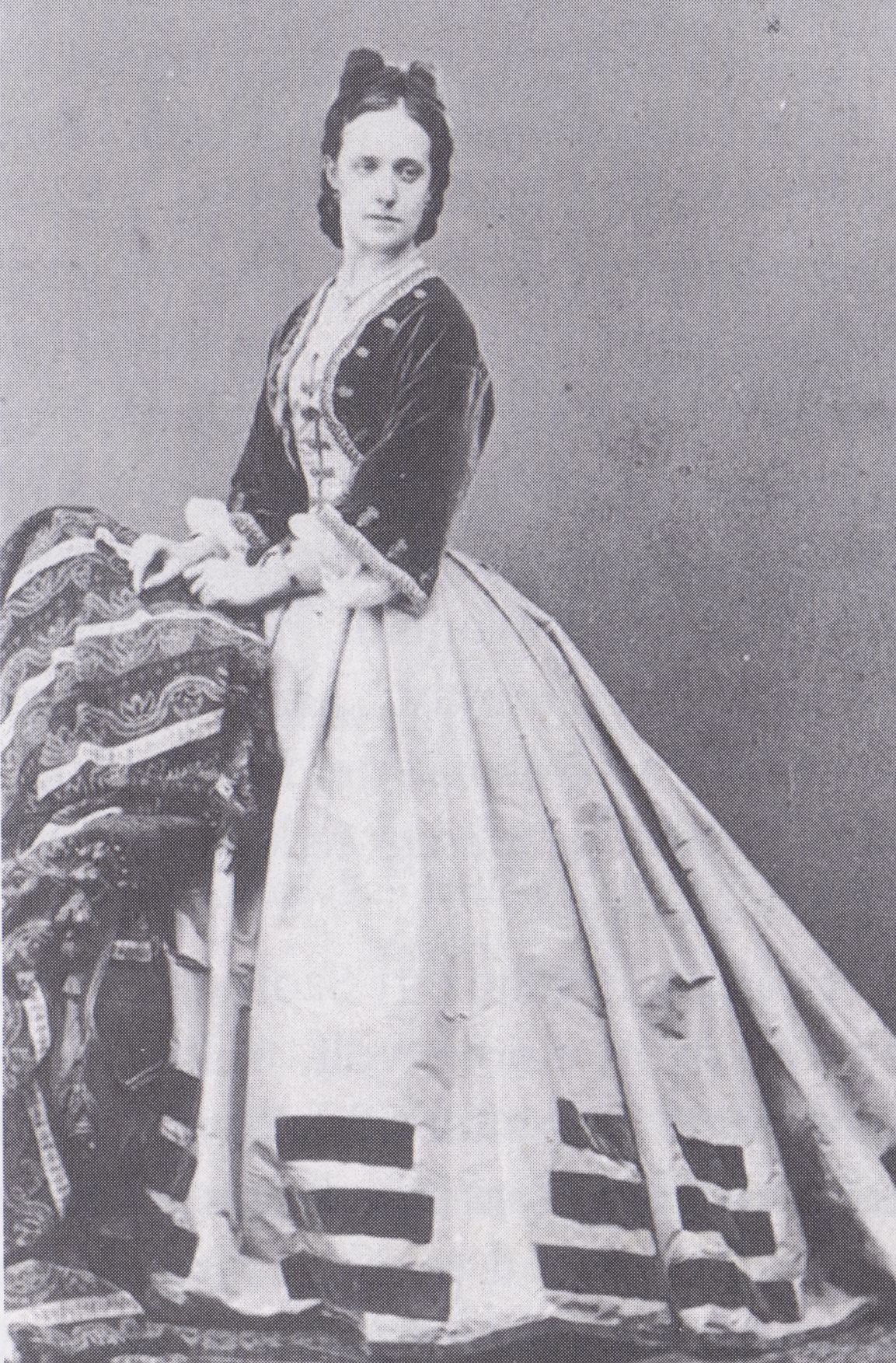
Gróf Szapáry Gyuláné gróf tolnai Festetics Karolina (1838–1919)
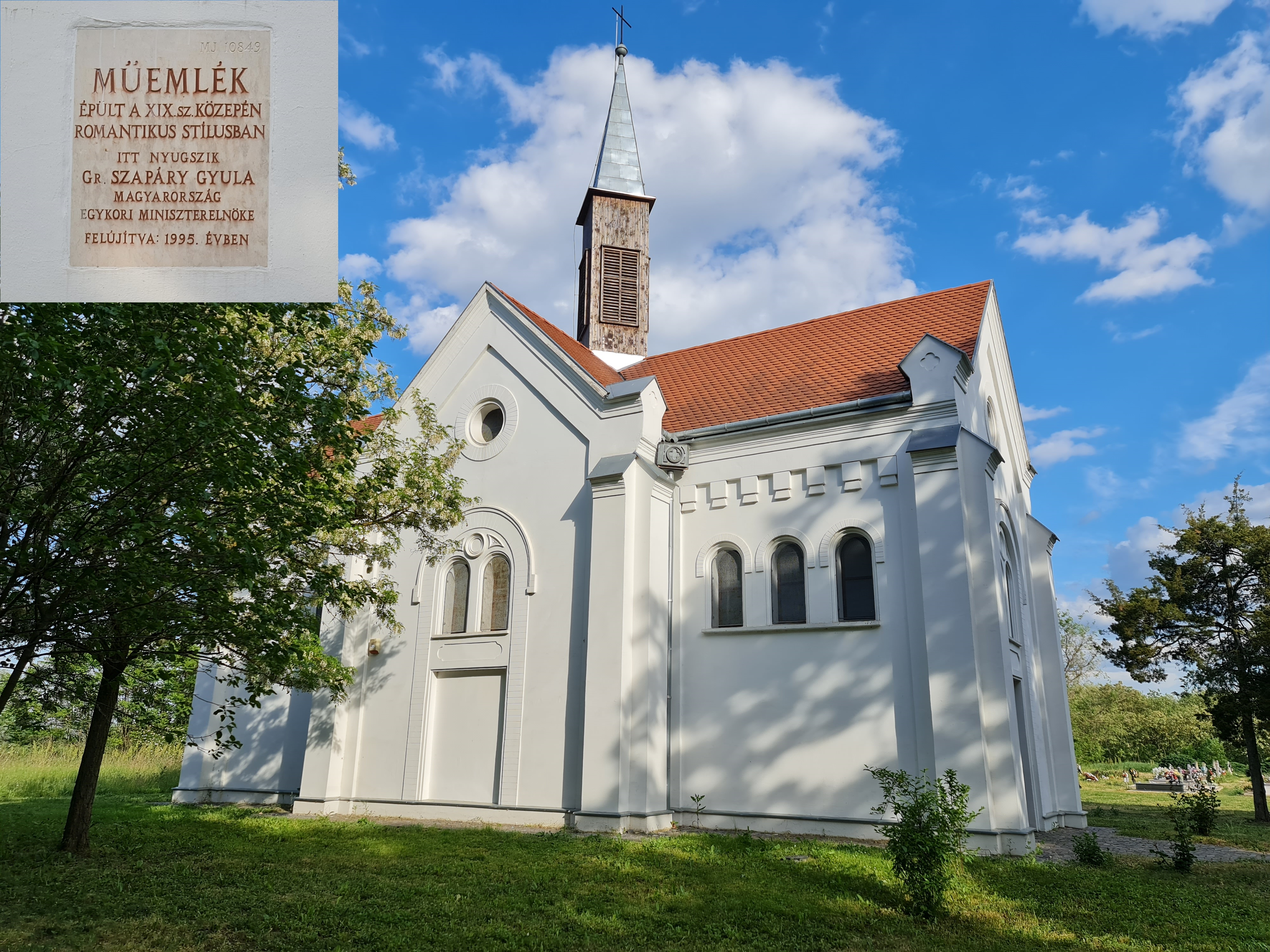
Szapáry Gyula nyughelye a pusztataskonyi Szapáry Kápolnában
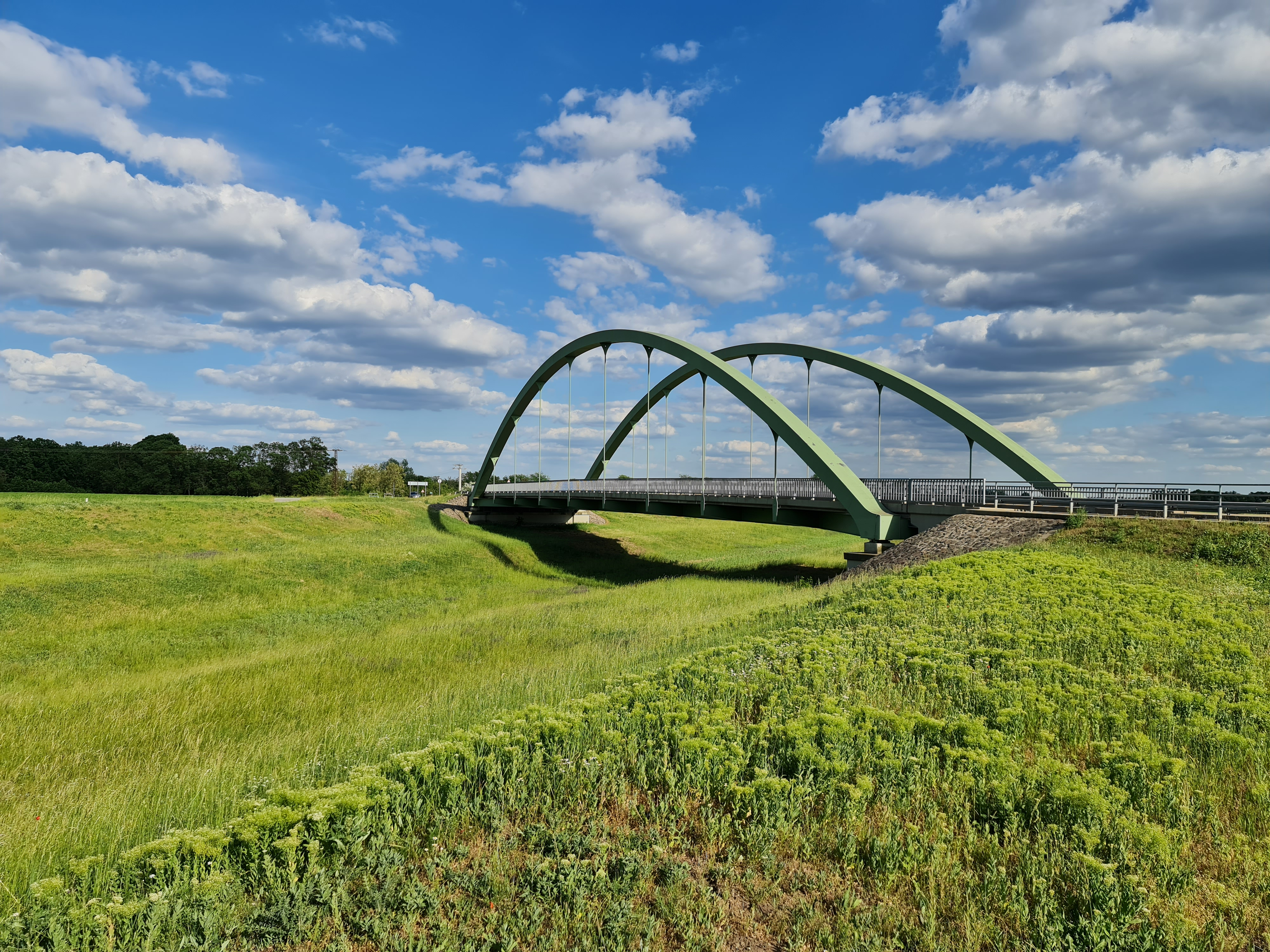
Gróf Szapáry Gyula híd Pusztataskony mellett

| Elődje: Tisza Kálmán ideiglenesen | Magyarország pénzügyminisztere 1878–1887 | Utódja: Tisza Kálmán ideiglenesen |

| Elődje: Tisza Kálmán | Magyarország miniszterelnöke 1890–1892 | Utódja: Wekerle Sándor |

## Emlékezete
- A nevét viseli Tiszabura Pusztataskony nevű településrészének főutcája (a 3209-es út belterületi szakasza és Szapáryfalva- ma Tipari, Románia, Temes megyei település